# Валяєва Едіє Сейрановна
Валяєва Едіє Сейранівна (1970, Нєфтєпром-Андижан, Наманганська область, Узбекистан) — кримськотатарська вишивальниця.

## Біографія
Народилася 1 вересня 1970 року у селище Нєфтєпром-Андижан, Андижанська область, Узбекистан. У 1989—1993 рр. здобула спеціальність агрохіміка-ґрунтознавця у Пермській державній сільськогосподарській академії ім. Д. Н. Прянішнікова. Після переїзду в Крим вчилась у Кримському республіканському інституті підвищення кваліфікації та перепідготовки кадрів освіти, де здобула професію економіста-бухгалтера.
Традиційною вишивкою кримських татар зацікавилась у вересні 2014 року та одразу стала учасницею спеціальних курсів з кримськотатарської вишивки, які проводить Молодіжна громадська культурно-спортивна організація «Арслан», під керівництвом майстрині традиційної вишивки Зареми Мустафаєвої. Через 7 місяців навчання у «Арслан» опанувала такі техніки вишивки, як мик'лама, к'аснак', букме, пул, татар ішємє. У травні 2015 року успішно закінчила курси в організації «Арслан» і стала створювати свою новаторську техніку вишивки, яку ще удосконалює. Вилась у Заслуженого художника України — Мамута Чурлу.

## Участь у виставках
- «Мистецтво золотої нитки», Бахчисарайський історико-культурний та археологічний музей-заповідник, Бахчисарай, 2015 р.
- «Орнаментальні традиції Криму», Центральний музей Тавриди, Сімферополь, 2016 рр.
- «Крим з любов'ю», проект «Кримський стиль», Будинок художника, Сімферополь, 2017 р.
- «Світ жінки», Алуштинський історико-краєзнавчий музей-філія ГБУ РК «Центральний музей Тавриди», Алушта,2017 р.
- "Декоративне мистецтво кримських татар. Крізь призму століть ", ГБУ РК Бахчисарайський історико-культурний та археологічний музей-заповідник, Бахчисарай 2018 рр.